# كارلوس مارتينيز (لاعب كرة قدم أوروغواياني)
كارلوس مارتينيز (بالإسبانية: Carlos Martínez II)‏ هو لاعب كرة قدم أوروغواياني في مركز الدفاع، ولد في القرن العشرين في الأوروغواي، وتوفي في 15 نوفمبر 2015. شارك مع منتخب الأوروغواي لكرة القدم. أما مع النوادي، فقد لعب مع سنترو أتلتيكو فينكس ‏.

## وصلات خارجية
- كارلوس مارتينيز على موقع ناشيونال فوتبول تيمز (الإنجليزية)